# Mirebeau-sur-Bèze
Mirebeau-sur-Bèze é uma comuna francesa na região administrativa da Borgonha-Franco-Condado, no departamento de Côte-d'Or. Estende-se por uma área de 22,18 km². Em 2010 a comuna tinha 2 083 habitantes (densidade: 93,9 hab./km²).